# Das Halsband der Königin (2001)
Das Halsband der Königin (The Affair of the Necklace) ist ein US-amerikanisches Filmdrama aus dem Jahr 2001. Regie führte Charles Shyer, das Drehbuch schrieb John Sweet. Der Film dreht sich um die Halsbandaffäre, einen Betrugsskandal am französischen Hof in den Jahren 1785/1786.

## Handlung
Im Jahr 1767 erlebt die junge Jeanne St. Remy de Valois, wie ihr Vater von den Truppen des Königs ermordet wird, galt er im Parlament doch als Aufwiegler. Der Familiensitz wird den Valois’ genommen und kurze Zeit später stirbt auch Jeannes Mutter. Seither ist Jeanne von dem Ziel bestrebt, den Namen Valois wiederherzustellen und das Schloss der Familie zurückzuerhalten. Im Jahr 1784 ist Jeanne mit dem Frauenheld Graf Nicolas De La Motte verheiratet, suchte sie doch nach einem Mann mit Titel. Vergeblich bemüht sie sich seither um eine Audienz mit Königin Marie-Antoinette. Bei dem unkonventionellen Versuch, die Aufmerksamkeit der Königin durch eine plötzliche Ohnmacht zu erlangen, lernt Jeanne den jungen Rétaux de Villette kennen, der als Gigolo am Hofe beliebt ist und als Sohn einer Edelprostituierten höfische Umgangsformen von ihren Freiern erlernte. Er führt Jeanne in die Etikette bei Hof ein und vermittelt ihr eine Audienz bei einem Minister, der den Rückerhalt der Familiengüter jedoch als unmöglich bezeichnet. Jeanne ist verzweifelt, doch eröffnet ihr Rétaux einen indirekten Weg zu ihrem Ziel.
Er offenbart ihr das Sympathie- und Antipathiegeflecht bei Hofe, so wolle Kardinal Louis de Rohan um jeden Preis Nachfolger des Premierministers Richelieu werden, doch könne ihn die Königin nicht ausstehen, da Rohan ein ausschweifendes Leben, unter anderem angeblich mit ihrer Mutter, geführt hat. Für ihren Plan, ihre Güter zurückzuerhalten, braucht Jeanne wiederum Geld und damit einen Gönner. Beide beschließen, Rohan zu ihrem Gönner werden zu lassen. Jeanne kann ihn davon überzeugen, dass sie das Vertrauen der Königin besitzt und eine Versöhnung zwischen ihr und Rohan erreichen könne. In der Folge entspinnt sich ein reger Briefwechsel zwischen Rohan und der vermeintlichen Königin – Jeanne fälscht ihre Briefe auf aus dem Palast geschmuggeltem Briefpapier der Königin. Jeanne zur Seite steht bald nicht nur ihr Ehemann, sondern auch der Wahrsager Alessandro Cagliostro, dessen Lügen Jeanne durchschaut hat. Er will seinen Einfluss in Frankreich vermehren und steht Jeanne mit Orakeln, die ihre Handlung gegenüber Rohan positiv bewerten, zur Seite. Von Jeannes Einfluss auf Marie-Antoinette erfahren auch die zwei Juweliere Böhmer und Bassenge, die schon vor längerer Zeit ein wertvolles Collier aus zahlreichen Diamanten gefertigt haben, das nahezu unbezahlbar ist, von dem sie jedoch annahmen, dass die Königin es kaufen würde. Als sie es ablehnte, drohte beiden der Ruin. Nun hoffen sie, dass Jeanne die Königin vom Kauf überzeugen kann.
Jeanne bringt Rohan dazu, das Collier für Marie-Antoinette anzukaufen, könne sie aufgrund der angespannten Lage in Paris doch kaum selbst als Käuferin eines solchen Schmucks in Erscheinung treten. Für das Collier tritt Rohan mit rund einer Million Louis d’or als Bürge auf. Um sich von der Gunst der Königin zu überzeugen, besteht er auf einem Treffen mit Marie-Antoinette. Jeanne arrangiert eins mit einer Schauspielerin, die der Königin zum Verwechseln ähnlich sieht. Rohan tritt nun als Bürge für das Collier ein. Dieses lässt Jeanne einige Zeit später durch den vermeintlichen königlichen Boten Rétaux bei ihm abholen. Vom Erlös einzelner Diamanten des Colliers kann sich Jeanne ihr Familienanwesen zurückkaufen. Sie hofft, die Falle einfach lösen zu können: Sie teilt Bassenge mit, dass die Königin das Collier doch nicht kaufen wolle und Rohan hereingelegt worden sei. Sie hofft darauf, dass Rohan, um einen Skandal zu vermeiden, das Collier bezahlen werde, doch wird Bassenge auf dem Weg zu Rohan vom Hofmarschall der Königin abgepasst. Er hatte der Königin einen Brief geschrieben, in dem er sich für den Kauf des Colliers bedankte. Bassenge erzählt nun den ganzen Fall und Rohan wird zum Königspaar gerufen. Er glaubt, zum Premierminister ernannt zu werden, wird jedoch stattdessen über die Hintergründe zum Collier angesprochen. Seine indirekten Anzüglichkeiten der Königin gegenüber wertet der König als Affront. Rohan wird inhaftiert. Jeanne wiederum erkennt, dass sie bald verhaftet werden wird. Nicolas und Rétaux fliehen auf ihren Wunsch hin. Die Halsbandaffäre wird nun öffentlich und obwohl die Königin unschuldig ist, wird sie im Volk direkt mit dem Kauf des Colliers und der Affäre mit Rohan in Verbindung gebracht. Der lange Prozess wiederum endet mit einem Freispruch für Cagliostro und Rohan und einer Verbannung Rétaux’ sowie der öffentlichen Auspeitschung und Brandmarkung als Diebin von Jeanne. Die Affäre wird Auslöser der Französischen Revolution und endet mit der Enthauptung Marie-Antoinettes. Jeanne wiederum gelingt nach zwei Jahren die Flucht aus dem Gefängnis. Sie geht nach England, wo sie ihre Memoiren veröffentlicht und erstmals wirkliches Interesse an ihrer Person erfährt.

## Produktion
Der Film wurde in Paris, in Versailles und in anderen Orten in Frankreich sowie in Tschechien gedreht. Der Film erlebte am 20. November 2001 in den USA seine Premiere und wurde anschließend in ausgewählten Kinos der USA vorgeführt. Er spielte dabei rund 430.000 US-Dollar ein. In Spanien zählte man ca. 100.000 Kinozuschauer. In Deutschland erschien der Film im Januar 2004 direkt auf DVD und lief am 15. Januar 2010 erstmals im deutschen Fernsehen.

## Kritiken
Kirk Honeycutt schrieb in der Zeitschrift The Hollywood Reporter vom 26. November 2001, der Film beschreibe Ereignisse, die in Frankreich jedem Schüler bekannt, aber den meisten Amerikanern fremd seien. Die Rolle, die sie zum Herbeiführen der Französischen Revolution gespielt haben, mache sie fesselnd. Der Film beinhalte jedoch „fast zu viele Szenen mit sprechenden Köpfen in opulenten Räumen“. Er sei lediglich als Geschichtsunterricht unterhaltsam genug. Swank spiele eine Frau mit Köpfchen; sie wirke sexy und zeitweise witzig.
Claudia Puig schrieb in der USA Today vom 29. November 2001, der üppig („lush“) wirkende Film „stapfe mühselig“. Er könne den Kinozuschauern des 21. Jahrhunderts nicht mehr als ein Achselzucken entlocken.
Das Lexikon des internationalen Films schrieb, der Film schwelge „in seiner opulenten Ausstattung“, aber „nur in Grenzen zu unterhalten vermag“. Die Handlung sei „etwas konstruiert“ und bringe „ihrer Hauptperson ein hohes Maß an Sympathie entgegen, ohne zu realisieren, dass sie im Wesentlichen eine listenreiche Intrigantin von höchst zweifelhaftem Ruf war“.

## Auszeichnungen
Milena Canonero wurde im Jahr 2002 für Bestes Kostümdesign für den Oscar nominiert; außerdem wurde sie 2002 für Bestes Kostümdesign für den Satellite Award nominiert.